# Anita Blum-Paulmichl

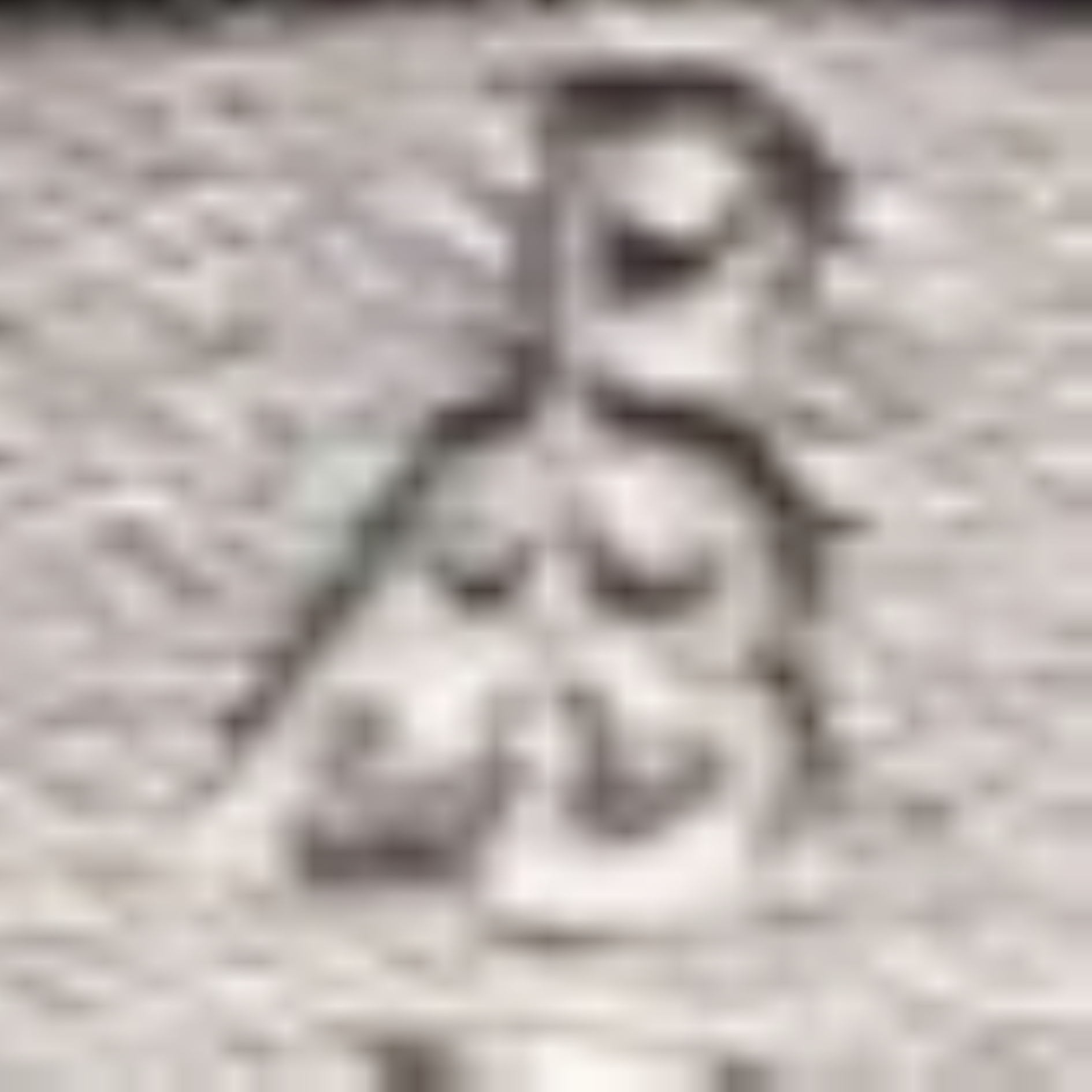
Die Ligatur (ABP) der Künstlerin auf den Medaillen.

Anita Blum-Paulmichl (* 13. Mai 1911 in Düsseldorf; † 20. Juni 1981 in Ahlen) war eine deutsche Bildhauerin und Medailleurin.

## Leben und Werk
Anita Blum war eine entfernte Verwandte des seinerzeit in Bremen tätigen Medailleurs Johann Blum. Geboren 1911 wurde sie durch den Ersten Weltkrieg durch den Tod ihres Vaters früh zu einer Halbwaise. So wuchs sie am Niederrhein in Kleve auf, wo sie, ähnlich wie ihre Zwillingsschwester Herma, eine künstlerische Ausbildung durchlief: 1928 begann sie eine Lehre bei einem Holzbildhauer, die sie aus gesundheitlichen Gründen jedoch vorzeitig abbrechen musste. Stattdessen verlegte sie sich auf das Zeichnen und besuchte zunächst die Klasse „Gebrauchsgrafik“ der Kölner Werkschulen bei Henrich Hussmann, bevor sie 1930 an die Kunstgewerbeschule Berlin wechselte in die Klasse für Holzplastik unter Hans Perathoner.
Ebenfalls in Berlin lernte sie den aus Südtirol stammenden Robert Paulmichl kennen, den sie 1942 heiratete. Zuvor wechselte sie an die Berliner Hochschule der Bildenden Künste, wo sie in den Klassen der Bildhauer Otto Hitzberger und Ludwig Gies arbeitete, bis Gies 1937 aus dem Hochschuldienst entlassen wurde. Daraufhin wurde Anita Blum Meisterschülerin von Wilhelm Gerstel, besuchte ab 1940 aber auch die Medaillenklasse von Eduard Hanisch-Concée. Noch im Krieg entwarf die nunmehrige Anita Blum-Paulmichl 1941 und 1942 ihre ersten Medaillen.
Im Jahr 1945 kam Anita Blum-Paulmichl nach Ahlen, wo sie allein bis 1954 zwanzig Arbeiten schuf. Doch erst durch die Ermunterung, Begleitung und Förderung durch den damaligen Numismatiker am Westfälischen Landesmuseum in Münster, Peter Berghaus, widmete sich Blum-Paulmichl wieder intensiver der Medaillenkunst. So entstanden bis zu ihrem Tode 1981 insgesamt 240 Arbeiten, vornehmlich  Architekturmedaillen und Medaillen mit Motiven Christlicher Kunst auf ihren eigenen Wallfahrten in das als ihre Heimat empfundene Westfalen.
In der Summe waren die von Anita Blum-Paulmichl gefertigten Arbeiten breit gefächert: Sie schuf einige Porträts, von denen das auf den Tod des Clemens August Kardinal Graf von Galen von 1946 hervorzuheben sind, sowie das von Peter Berghaus von 1969. Die politische Zeitgeschichte verewigte die Medailleurin mit je einem Werk zum Bau der Berliner Mauer (1961) und zur Sturmflut-Katastrophe von 1962. „Stilistisch atmet ihr Werk das Formempfinden der 1950er Jahre mit den gerundeten Umrissen der Figuren, während ihre Architektur-Gestaltungen vielfach der neuen Sachlichkeit verpflichtet sind, wo Bauten auf Grundformen, Linien und Flächen reduziert erscheinen.“